# Policía del Táchira Fútbol Club
Policía del Táchira Fútbol Club (también conocido como "PoliTáchira FC") es un equipo de fútbol venezolano, radicado en Táriba, estado Táchira, que milita en la Tercera División de Venezuela

## Historia
Fundado en 2006, y tras lograr diversos campeonatos en torneos amateur a nivel local, estadal y nacional, además de una vasta cantera de jugadores en todas sus categorías, incursiona en los torneos profesionales de la FVF en la segunda mitad de la temporada 2013-2014 de la Tercera División, concretamente en el Torneo Clausura 2014, donde comparte el Grupo Occidental II con rivales como el CF Gilberto Amaya, Somos Escuque FC y Junidense Fútbol Club. El debut se produjo en casa ante el CF Gilberto Amaya, el 8 de marzo de 2014, siendo un triunfo de 3-0 por incomparecencia del cuadro merideño; en la tercera jornada del torneo, goleó 4-0 a Somos Escuque Fútbol Club. Un total de 6 victorias logró el conjunto policial en todo el semestre, logrando el campeonato de grupo en su propio patio en la jornada 9, tras vencer a Junidense FC por 3 goles a 0, un semestre de debut donde casi termina invicto, cayendo éste ante el rival de la primera jornada, el CF Gilberto Amaya, tras ser derrotados en su visita al equipo merideño con marcador de 2 goles por 1 en la última jornada del torneo.
Para la Tercera División Venezolana 2014/15, comparte el Grupo Occidental I con rivales de su mismo estado como el Deportivo Táchira B y R.E.D.I Colón, y rivales provenientes del estado Mérida como ULA FC y Deportivo El Vigía

## Datos del club
- Temporadas en 1.ª División: 0
- Temporadas en 2.ª División: 0
- Temporadas en 3.ª División: 2 (2013-14, 2014/15)